# Кванмён (станция метро, Пхеньян)
«Кванмён» (кор. 광명 — «Яркость») — закрытая станция Пхеньянского метрополитена. Расположена на линии Хёксин между станциями «Рагвон» и «Самхын».
Была открыта 9 октября 1975 года в составе пускового участка линии Хёксин «Рагвон» — «Хёксин».
Закрыта для пассажиров в 1995 году через некоторое время после смерти Ким Ир Сена и организации Кымсусанского мемориального комплекса-мавзолея в его бывшей резиденции, которая располагается близко к закрытой станции. Поезда проезжают её транзитом.
Для обслуживания пассажиропотока закрытой станции в 1996 году была построена специальная узкоколейная трамвайная линия (Маршрут № 4) с двумя станциями — от Кымсусанского мемориального комплекса до станции метро «Самхын». Линия работает только по утрам.